# Harrurlidens naturreservat
Harrurlidens naturreservat är ett naturreservat i Arjeplogs kommun i Norrbottens län.
Området är naturskyddat sedan 2024 och är 260 hektar stort. Reservatet ligger sydväst om Mellanström och består mest av granskog.